# اختر تیراژه‌گل
اختر تیراژه‌گل (نام علمی: Canna iridiflora) نام یک گونه از سرده اختر است.